# Santhomea scabra
Santhomea scabra is een hooiwagen uit de familie Assamiidae.